# Hörður Björgvin Magnússon
Hörður Björgvin Magnússon, född 11 februari 1993 i Reykjavik, är en isländsk fotbollsspelare som spelar för CSKA Moskva.